# Erythrodiplax luteofrons
Erythrodiplax luteofrons – gatunek ważki z rodziny ważkowatych (Libellulidae). Występuje na terenie Ameryki Południowej.